# Emmanuel Villanis

Bronze von Villanis mit dem zweideutigen Titel „pensée“ für „Stiefmütterchen“ oder „Denken“

Emmanuel Villanis (* 12. Dezember 1858 in Lille; † 28. August 1914 in Paris) war ein französischer Bildhauer.
Villanis wurde als Sohn italienischer Eltern in Frankreich geboren. Er absolvierte von 1871 an eine Ausbildung an der Accademia Albertina di Belle Arti in Turin. Es folgte eine Lehre bei dem Bildhauer Odoardo Tabachhi (1831–1905). Seine Hauptschaffensperiode von ca. 1890 bis zu seinem Tode 1914 verbrachte er in Paris. Er ist bekannt durch die Vielzahl seiner weiblichen Büsten in bester Bronzequalität.
Sein künstlerischer Stil verbindet die Merkmale des Jugendstils wie florale Attribute, fließende Stoffe und schmeichelnde Haarformen, mit der strengen Formenbildung der klassischen Antike. Den eigentlichen Reiz seiner besten Büsten macht jedoch das unterschwellig vorhandene Emotionale in Antlitz und Habitus aus, als Anflug des Symbolismus gepaart mit versteckter Erotik.
Eine seiner Büsten kann im Cafe Villanis in München betrachtet werden.